# Fernand Bouisson
Fernand Bouisson (Costantina, 16 giugno 1874 – Antibes, 28 dicembre 1959) è stato un politico francese.
È stato il Primo Ministro della Francia dal 1º giugno al 7 giugno 1935.